# Джиммі Гарсія
Джиммі Гарсія (ісп. Jimmy Garcia; 12 жовтня 1971 — пом. 19 травня 1995) — колумбійський професійний боксер.

## Професіональна кар'єра
На профірингу дебютував 1988 року у віці 16 років.
12 листопада 1994 року вийшов на бій проти чемпіона світу за версією WBA в другій напівлегкій вазі Дженаро Ернандеса (США) і програв одностайним рішенням суддів.
6 травня 1995 року у Лас-Вегасі (США) вийшов на бій проти чемпіона світу за версією WBC в другій напівлегкій вазі Габріеля Руеласа (Мексика) і програв технічним нокаутом в одинадцятому раунді. Поразка від Руеласа була першою достроковою в кар'єрі Гарсії, і свідки бою докоряли колумбійському боксеру за те, що він не відмовився від продовження бою раніше. Через 13 днів помер в лікарні від пошкодження мозку, отриманого під час бою.